# 大阪府立りんくう翔南高等学校
大阪府立りんくう翔南高等学校（おおさかふりつ りんくうしょうなん こうとうがっこう）は、大阪府泉南市樽井にある公立の高等学校。

## 概要
「府立高等学校特色づくり・再編整備計画（全体計画） 平成19年度（第5年次）実施対象校」として、従来の大阪府立泉南高等学校と大阪府立砂川高等学校を統合して2009年度に開校した。校舎・校地は従来の大阪府立泉南高等学校のものを継承している。
開校当初は普通科総合選択制だったが、2017年に普通科専門コース設置校に改編された。
学校名は、大阪府南部の自然豊かな環境に位置することや関西国際空港が近くにあるという立地条件から命名されている。関西国際空港の開港に伴って新たに造成された街・りんくうタウンの近くに位置することで、豊かな自然と歴史・風土を尊重しながら新しい社会を創造するという意味を込めた「りんくう」と、世界に向けて羽ばたき新たなものを受け入れるという意味を込めた「翔南」を組み合わせている。

## 沿革

### 前身校
前身校の大阪府立泉南高等学校は、当時の泉南郡樽井町の誘致を受け、全日制普通科高等学校として1950年に開校した。学校敷地は当時の樽井町から提供されたものである。開校当初は泉南郡学校組合立山之井中学校内に設置された仮校舎で開校したが、翌年に校舎が完成して移転している。
地場産業の繊維工場で交代勤務をおこなう生徒を対象に隔週定時制課程が設置されていたことがあったが、産業構造の変化などによる志願者減少により1996年に閉課程となっている。
泉南高校では基礎学力の定着に力を入れ、英語科や情報科で少人数授業を導入していた。
一方で大阪府立砂川高等学校は1983年に全日制普通科高校として開校した。砂川高校では基礎学力の定着や希望進路の実現に力を入れていた。進学や就職などの多様な進路希望に対応し、3年生を対象に、進学希望者向けの英語・数学・国語の補充授業、就職希望者向けの講座をおこなっていた。
泉南・砂川の両校とも、2005年度に「学校経営革新プロジェクト事業」の研究指定校となった。

### りんくう翔南高等学校
「府立高等学校特色づくり・再編整備計画（全体計画） 平成19年度（第5年次）実施対象校」として、2007年に従来の大阪府立泉南高等学校と大阪府立砂川高等学校を統合し、普通科総合選択制の高等学校「泉南地域新高校（仮称）」を新設する方針が示された。準備期間を経て、普通科総合選択制の高等学校・大阪府立りんくう翔南高等学校が2009年度に開校した。
これに伴い前身校の泉南・砂川の両校は募集停止となり、最終学年が卒業する2011年春に閉校となった。
2017年度には、普通科専門コース設置校へと改編した。一般コースや看護コースのほか、専門コースとして「ハートフルほいく」コースを設置した。「ハートフルほいく」コースでは、幼稚園教員や保育士など幼児教育関係を志望する生徒向けに、保育に関する科目や福祉に関する科目を解説している。

### 年表
- 1950年 - 大阪府立泉南高等学校が全日制普通科高校として開校。
- 1966年 - 泉南高校に隔週定時制課程を開設。
- 1983年 - 大阪府立砂川高等学校が開校。
- 1996年 - 泉南高校の隔週定時制課程を閉課程。
- 2007年 - 泉南・砂川の両校統合方針が示される。
- 2008年12月 - 大阪府議会の議決により、大阪府立りんくう翔南高等学校の設置が正式決定。
- 2009年1月1日 - 大阪府条例により大阪府立りんくう翔南高等学校を設置。
- 2009年4月1日 - 普通科総合選択制の大阪府立りんくう翔南高等学校が開校。
- 2017年 - 普通科総合選択制を廃止し普通科専門コース設置校に改編。

## 出身者
（泉南高等学校）
- こうぶんこうぞう (芸術家・画家)
- 川崎亜沙美 (女優・プロレスラー)
- 辻茜（ミュージカル俳優）

## 交通
- 南海本線 樽井駅 東へ約800m。
- 阪和線 和泉砂川駅 西へ約2km。